# 178-й гвардейский истребительный авиационный полк
178-й гвардейский истребительный авиационный Краснознамённый ордена Богдана Хмельницкого  (178-й гв. иап) — воинская часть Военно-воздушных сил (ВВС) Вооружённых Сил РККА, принимавшая участие в боевых действиях Великой Отечественной войны.

## Наименования полка
За весь период своего существования полк несколько раз менял своё наименование:
- 240-й истребительный авиационный полк;
- 178-й гвардейский истребительный авиационный полк;
- 178-й гвардейский истребительный авиационный ордена Богдана Хмельницкого полк;
- 178-й гвардейский истребительный авиационный Краснознамённый ордена Богдана Хмельницкого полк;
- Полевая почта 40560.

| И-15 бис | Ла-7 | Ла-5 | ЛаГГ-3 |

## Создание полка
178-й гвардейский истребительный авиационный полк образован переименованием 2 июля 1944 года 240-го истребительного авиационного полка в гвардейский за образцовое выполнение боевых задач и проявленные при этом мужество и героизм.

## Расформирование полка
178-й гвардейский истребительный авиационный Краснознамённый ордена Богдана Хмельницкого полк был расформирован 1 апреля 1958 года вместе с 92-й гвардейской истребительной авиационной Кировоградско-Будапештской Краснознамённой ордена Суворова дивизией

## В действующей армии
В составе действующей армии:
- с 2 июля 1944 года по 11 мая 1945 года.

## Командиры полка
- капитан Андреев Вениамин Всеволодович[6], 05.1941 — 09.1941
- капитан Рожков Сергей Тимофеевич[6], 09.1941 — 08.1942
- майор Солдатенко Игнатий Семёнович (погиб)[6], 08.1942 — 14.04.1943
- майор Подорожный Сергей Иванович (погиб)[6], 05.1943 — 23.12.1943
- Гвардии майор, подполковник Ольховский Николай Иванович[6][7], 31.12.1943 — 08.1948

## В составе соединений и объединений
| Период        | Фронт (округ)               | армия                | корпус                                             | дивизия                                             | примечание                                                           |
| ------------- | --------------------------- | -------------------- | -------------------------------------------------- | --------------------------------------------------- | -------------------------------------------------------------------- |
| 20.10.1943 г. | 2-й Украинский фронт        | 5-я воздушная армия  | 4-й истребительный авиационный корпус              | 302-я истребительная авиационная дивизия            | Ла-5                                                                 |
| 02.07.1944 г. | 2-й Украинский фронт        | 5-я воздушная армия  | 3-й гвардейский истребительный авиационный корпус  | 14-я гвардейская истребительная авиационная дивизия | Ла-5                                                                 |
| 01.04.1945 г. | 2-й Украинский фронт        | 5-я воздушная армия  | 3-й гвардейский истребительный авиационный корпус  | 14-я гвардейская истребительная авиационная дивизия | Ла-5                                                                 |
| 11.05.1945 г. | 2-й Украинский фронт        | 5-я воздушная армия  | 3-й гвардейский истребительный авиационный корпус  | 14-я гвардейская истребительная авиационная дивизия | Ла-7                                                                 |
| 09.07.1945 г. | Южная группа войск          | 17-я воздушная армия | 3-й гвардейский истребительный авиационный корпус  | 14-я гвардейская истребительная авиационная дивизия | Ла-7, Болгария                                                       |
| 15.11.1945 г. | Южная группа войск          | 17-я воздушная армия | 3-й гвардейский истребительный авиационный корпус  | 14-я гвардейская истребительная авиационная дивизия | получил Ла-7 от 164-го иап, убывающего в Прибалтийский военный округ |
| 26.09.1947 г. | Закавказский военный округ  | 7-я воздушная армия  | 3-й гвардейский истребительный авиационный корпус  | 14-я гвардейская истребительная авиационная дивизия | Ла-7                                                                 |
| 10.01.1949 г. | Закавказский военный округ  | 34-я воздушная армия | 72-й гвардейский истребительный авиационный корпус | 92-я гвардейская истребительная авиационная дивизия | Ла-7, переименование частей                                          |
| 21.06.1949 г. | Закавказский военный округ  | 73-я воздушная армия | 72-й гвардейский истребительный авиационный корпус | 92-я гвардейская истребительная авиационная дивизия | Ла-7                                                                 |
| 01.04.1958 г. | Туркестанский военный округ | 73-я воздушная армия | 72-й гвардейский истребительный авиационный корпус | 92-я гвардейская истребительная авиационная дивизия | Як-25М                                                               |

## Участие в операциях и битвах
- Яссо-Кишиневская операция с 20 августа 1944 года по 29 августа 1944 года.
- Белградская операция с 28 сентября 1944 года по 20 октября 1944 года.
- Дебреценская операция с 6 октября 1944 года по 28 октября 1944 года.
- Будапештская операция с 29 октября 1944 года по 13 февраля 1945 года.
- Западно-Карпатская операция с 12 января 1945 года по 18 февраля 1945 года.
- Балатонская операция с 6 марта 1945 года по 15 марта 1945 года.
- Братиславско-Брновская наступательная операция с 25 марта 1943 года по 5 мая 1945 года.
- Пражская операция с 6 мая 1945 года по 11 мая 1945 года.

## Награды
- 178-й гвардейский истребительный авиационный полк 14 ноября 1944 года за образцовое выполнение заданий командования в боях с немецкими захватчиками за овладение городом Дебрецен и проявленные при этом доблесть и мужество Указом Президиума Верховного Совета СССР награждён орденом Богдана Хмельницкого II степени[8]
- 178-й гвардейский истребительный авиационный полк 17 мая 1945 года образцовое выполнение боевых заданий командования в боях с немецкими захватчиками при овладении городами Дьер, Комаром и проявленные при этом доблесть и мужество Указом Президиума Верховного Совета СССР награждён орденом Красного Знамени[9]

## Благодарности Верховного Главнокомандующего
Верховным Главнокомандующим дивизии объявлены благодарности:
- За овладение городами Яссы, Тыргу-Фрумос и Унгены[10]
- За овладение городам Дебрецен[11]
- За овладение городом Будапешт[12]
- За овладение Естергом, Несмей, Фельше-Галла, Тата, а также заняли более 200 других населённых пунктов[13]
- За овладение городами Комарно, Нове-Замки, Шураны, Комьятице, Врабле — сильными опорными пунктами обороны немцев на братиславском направлении[14]
- За овладение городами Трнава, Глоговец, Сенец — важными узлами дорог и опорными пунктами обороны немцев, прикрывающими подступы к Братиславе[15]
- За овладение важным промышленным центром и главным городом Словакии Братислава — крупным узлом путей сообщения и мощным опорным пунктом обороны немцев на Дунае[16]
- За овладение городами Малацки, Брук, Превидза, Бановце[17]
- За овладение городом Брно[18]
- За овладение городами Яромержице и Зноймо и на территории Австрии городами Голлабрунн и Штоккерау — важными узлами коммуникаций и сильными опорными пунктами обороны немцев[19]

## Отличившиеся воины

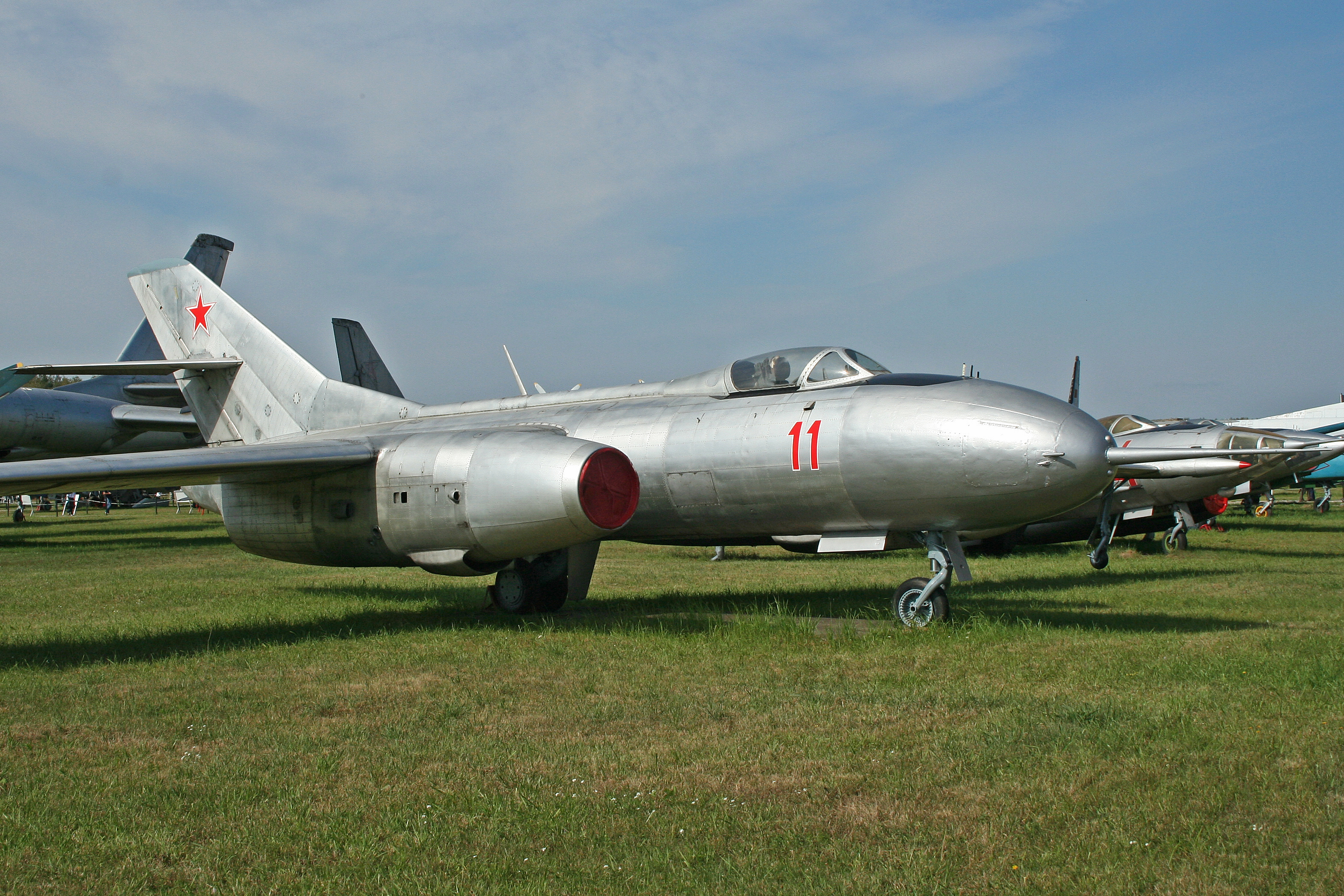
Як-25

- Евстигнеев Кирилл Алексеевич, гвардии капитан, командир эскадрильи 178 -го гвардейского истребительного авиационного полка 14-й гвардейской истребительной авиационной дивизии 3-го гвардейского истребительного авиационного корпуса 5-й воздушной армии 23 февраля 1945 года удостоен звания дважды Герой Советского Союза. Золотая Звезда № 4039

- Жигулёнков Борис Васильевич, гвардии старший лейтенант, заместитель командира эскадрильи 178-го гвардейского истребительного авиационного полка 14-й гвардейской истребительной авиационной дивизии 3-го гвардейского истребительного авиационного корпуса 5-й воздушной армии 26 октября 1944 года удостоен звания Герой Советского Союза. Золотая Звезда не вручена в связи с гибелью
- Брызгалов Павел Александрович, гвардии старший лейтенант, заместитель командира эскадрильи 178-го гвардейского истребительного авиационного полка 14-й гвардейской истребительной авиационной дивизии 3-го гвардейского истребительного авиационного корпуса 5-й воздушной армии 15 мая 1946 года удостоен звания Герой Советского Союза. Золотая Звезда № 4977
- Кожедуб, Иван Никитович, капитан, заместитель командира эскадрильи 178-го гвардейского истребительного авиационного полка 14-й гвардейской истребительной авиационной дивизии 3-го гвардейского истребительного авиационного корпуса 5-й воздушной армии 19 августа 1944 года в составе полка награждён второй медалью Золотая Звезда № 36.
- Мудрецов Валентин Фёдорович, гвардии  старший лейтенант, заместитель командира эскадрильи 178-го гвардейского истребительного авиационного полка 14-й гвардейской истребительной авиационной дивизии 3-го гвардейского истребительного авиационного корпуса 5-й воздушной армии 15 мая 1946 года удостоен звания Герой Советского Союза. Золотая Звезда № 6901
- Мухин Василий Филиппович, гвардии лейтенант, командир звена 178-го гвардейского истребительного авиационного полка 14-й гвардейской истребительной авиационной дивизии 3-го гвардейского истребительного авиационного корпуса 5-й воздушной армии 23 февраля 1945 года удостоен звания Герой Советского Союза. Золотая Звезда № 4925
- Середа Игорь Емельянович, гвардии лейтенант, командир звена 178-го гвардейского истребительного авиационного полка 14-й гвардейской истребительной авиационной дивизии 3-го гвардейского истребительного авиационного корпуса 5-й воздушной армии 15 мая 1946 года удостоен звания Герой Советского Союза. Золотая Звезда № 6666

## Статистика боевых действий
Всего за годы Великой Отечественной войны полком:
| Выполнено боевых вылетов | Сбито самолётов в воздухе | Уничтожено самолётов всего |
| ------------------------ | ------------------------- | -------------------------- |
| 5883                     | 372                       | 375                        |

Свои потери:
| Потеряно самолётов, всего | Погибло лётчиков всего | Погибло лётчиков в воздушных боях | Не вернулись с боевого задания | Погибло при налётах и прочие небоевые потери | Погибло в авиакатастрофах и умерло от ран |
| ------------------------- | ---------------------- | --------------------------------- | ------------------------------ | -------------------------------------------- | ----------------------------------------- |
| 223                       | 66                     | 32                                | 24                             | 3                                            | 7                                         |

## Базирование
| Период                | Аэродром                         |
| --------------------- | -------------------------------- |
| 5.45 — 6.45           | Брно, Чехословакия               |
| 6.45 — 29.10.47       | Граф-Игнатиево, Болгария         |
| 29.10.47 — 01.04.1958 | Красноводск, Ашхабадская область |

## Самолёты на вооружении
| Период      | Самолёты  |
| ----------- | --------- |
| 1941 — 1941 | И-15 бис  |
| 1941 — 1942 | МиГ-3     |
| 1941 — 1942 | ЛаГГ-3    |
| 1942 — 1945 | Ла-5      |
| 1945 — 1953 | Ла-7      |
| 1953 — 1956 | МиГ-15УТИ |
| 1953 — 1956 | МиГ-17    |
| 1955 — 1958 | Як-25     |